# Bram Stokers Dracula
Bram Stokers Dracula (originaltitel: Bram Stoker's Dracula), även känd som Dracula, är en amerikansk skräckfilm från 1992 i regi av Francis Ford Coppola. Den är baserad på skräckromanen Dracula av Bram Stoker från 1897. Filmen hade biopremiär i USA den 13 november 1992 Den vann tre Oscarstatyetter: Bästa kostym, Bästa smink och Bästa ljudredigering. Den nominerades även för Bästa scenografi men förlorade mot Howards End.

## Handling
En ung advokat, Jonathan Harker, reser 1897 från London till ett dystert slott i Transsylvanien för att göra upp om ett fastighetsköp i London med greve Dracula. Harker har med sig ett foto av sin fästmö Mina. Greven tycker att Mina påminner om hans kärleksfulla hustru Elisabeta. Hon begick självmord när hon nåddes av ett falskt budskap om att hennes älskade make dödats i striden mot den Osmanska hären på 1400-talet — för när inte han längre fanns med henne i livet, så ville hon i stället förena sig med honom i döden. Dracula tvingar Harker att skriva brev till fästmön att han tänker stanna några veckor. Medan Harker är fånge i slottet reser greven till London för att söka upp Mina.

## Om filmen
Filmen är i stora drag baserad på skräckromanen Dracula av Bram Stoker. Det som skiljer filmen från boken är att i filmen skildras både orsaken till att greven försvor sig åt Djävulen och hur han efter århundraden av kamp emot Gud till sist fann frid.[källa behövs]

## Rollista (i urval)
- Gary Oldman – Greve Dracula/Vlad Draculea
- Winona Ryder – Willhelmina "Mina" Murray / Elisabeta
- Anthony Hopkins – Professor Abraham Van Helsing / Präst / Berättare
- Keanu Reeves – Jonathan Harker
- Richard E. Grant – Dr. John "Jack" Seward
- Cary Elwes – Lord Arthur Holmwood
- Billy Campbell – Quincey P. Morris
- Sadie Frost – Lucy Westenra
- Tom Waits – R. M. Renfield
- Monica Bellucci, Michaela Bercu och Florina Kendrick – Draculas brudar

### Fotnoter
1. ↑  ”Dracula (1992) - SFdb”. http://www.svenskfilmdatabas.se/sv/item/?type=film&itemid=17208. Läst 6 september 2021.
2. ↑  ”Bram Stoker's Dracula” (på engelska). Box Office Mojo. 13 november 1992. http://www.boxofficemojo.com/movies/?id=bramstokersdracula.htm. Läst 10 september 2016.